# Martina Halinárová
Martina Halinárová z d. Jašicová, primo voto Schwarzbacherová (ur. 22 kwietnia 1973 w Dolným Kubínie) – słowacka biathlonistka, srebrna medalistka mistrzostw świata.

## Kariera
Pierwszy sukces w karierze osiągnęła w 1993 roku, kiedy podczas mistrzostw świata juniorów w Ruhpolding zdobyła srebrny medal w biegu indywidualnym.
W Pucharze Świata zadebiutowała 17 grudnia 1992 roku w Pokljuce, zajmując dziewiąte miejsce w biegu indywidualnym. Tym samym już w debiucie zdobyła pierwsze punkty. Pierwszy raz na podium zawodów pucharowych stanęła 11 marca 1993 roku w Östersund, wygrywając rywalizację w tej samej konkurencji. W zawodach tych wyprzedziła Włoszkę Nathalie Santer i Iwę Karagiozową z Bułgarii. W kolejnych startach jeszcze cztery razy stawała na podium: 9 marca 1995 roku w Lahti ponownie wygrała bieg indywidualny, 13 lutego 1999 roku w Kontiolahti była druga w biegu pościgowym, 25 lutego 1999 roku w Lake Placid zajęła trzecie miejsce w sprincie, a 6 marca 1999 roku w Valcartier zajęła trzecie miejsce w biegu pościgowym. Najlepsze wyniki osiągnęła w sezonie 1992/1993, kiedy zajęła ósme miejsce w klasyfikacji generalnej.
Na mistrzostwach świata w Kontiolahti/Oslo w 1999 roku wywalczyła srebrny medal w biegu pościgowym. Rozdzieliła tam na podium Ołenę Zubryłową z Ukrainy i Niemkę Martinę Zellner. Na tej samej imprezie zajęła także piąte miejsce w biegu masowym. Zajęła też między innymi czwarte miejsce w sztafecie na mistrzostwach świata w Anterselvie w 1995 roku oraz biegu drużynowym podczas mistrzostw świata w Osrblie dwa lata później. Kilkukrotnie zdobywała medale mistrzostw Europy w tym złote: w sztafecie na ME w Kościelisku (2000) i sprincie na ME w Forni Avoltri (2003).
W 1994 roku wystąpiła na igrzyskach olimpijskich w Lillehammer, gdzie zajęła szóste miejsce w biegu indywidualnym i piętnaste w sprincie. Na igrzyskach w Nagano w 1998 roku zajmowała 46. miejsce w biegu indywidualnym, 7. w sprincie i 4. w sztafecie. Podczas igrzysk olimpijskich w Salt Lake City w 2002 roku uplasowała się na dziewiątej pozycji w biegu indywidualnym, trzynastej w sprincie, osiemnastej w biegu pościgowym i piątej w sztafecie. Na rozgrywanych cztery lata później igrzyskach w Turynie zajęła 34. miejsce w biegu indywidualnym, 16. w sprincie i 10. w sztafecie. Brała też udział w igrzyskach olimpijskich w Vancouver w 2010 roku, jednak indywidualnie plasowała się w piątej i szóstej dziesiątce, a w sztafecie była trzynasta.

## Osiągnięcia

### Igrzyska olimpijskie
| Rok  | Miejscowość    | Konkurencje | Konkurencje | Konkurencje | Konkurencje | Konkurencje | Konkurencje | Konkurencje |
| Rok  | Miejscowość    | IN          | SP          | PU          | MS          | RL          | MR          | SR          |
| ---- | -------------- | ----------- | ----------- | ----------- | ----------- | ----------- | ----------- | ----------- |
| 1994 | Lillehammer    | 6.          | 15.         | nd.         | nd.         | –           | nd.         | –           |
| 1998 | Nagano         | 46.         | 7.          | nd.         | nd.         | 4.          | nd.         | –           |
| 2002 | Salt Lake City | 9.          | 13.         | 18.         | nd.         | 5.          | nd.         | –           |
| 2006 | Turyn          | 34.         | 16.         | DNF         | –           | 10.         | nd.         | –           |
| 2010 | Vancouver      | 44.         | 54.         | DNF         | –           | 13.         | nd.         | –           |

### Mistrzostwa świata
| Rok  | Miejscowość         | Konkurencje | Konkurencje | Konkurencje | Konkurencje | Konkurencje | Konkurencje | Konkurencje |
| Rok  | Miejscowość         | IN          | SP          | PU          | MS          | RL          | MR          | SR          |
| ---- | ------------------- | ----------- | ----------- | ----------- | ----------- | ----------- | ----------- | ----------- |
| 1993 | Borowec             | 50.         | 37.         | nd.         | nd.         | –           | nd.         | –           |
| 1995 | Anterselva          | 10.         | 11.         | nd.         | nd.         | 4.          | nd.         | –           |
| 1996 | Ruhpolding          | 35.         | 37.         | nd.         | nd.         | 11.         | nd.         | –           |
| 1997 | Osrblie             | 66.         | 38.         | 24.         | nd.         | 7.          | nd.         | –           |
| 1998 | Pokljuka/Hochfilzen | nd.         | nd.         | –           | nd.         | nd.         | nd.         | –           |
| 1999 | Kontiolahti/Oslo    | 45.         | 7.          | 2.          | 5.          | 8.          | nd.         | –           |
| 2000 | Oslo/Lahti          | 5.          | 29.         | 21.         | 22.         | 8.          | nd.         | –           |
| 2001 | Pokljuka            | 55.         | 71.         | –           | –           | 11.         | nd.         | –           |
| 2003 | Chanty-Mansyjsk     | 40.         | 6.          | 21.         | 7.          | 10.         | nd.         | –           |
| 2005 | Hochfilzen          | 37.         | 41.         | 20.         | –           | 6.          | nd.         | –           |
| 2007 | Anterselva          | 17.         | 46.         | 27.         | 24.         | 15.         | 15.         | –           |
| 2008 | Östersund           | 17.         | 40.         | 38.         | –           | 9.          | 14.         | –           |
| 2009 | Pjongczang          | 81.         | 80.         | –           | –           | 13.         | 10.         | –           |
| 2011 | Chanty-Mansyjsk     | 64.         | 92.         | –           | –           | 7.          | –           | –           |

### Puchar Świata

#### Miejsca w klasyfikacji generalnej
| Sezon     | Miejsce |
| --------- | ------- |
| 1992/1993 | 8.      |
| 1993/1994 | 30.     |
| 1994/1995 | 20.     |
| 1995/1996 | 50.     |
| 1996/1997 | 48.     |
| 1997/1998 | 37.     |
| 1998/1999 | 15.     |
| 1999/2000 | 28.     |
| 2000/2001 | 51.     |
| 2001/2002 | 33.     |
| 2002/2003 | 26.     |
| 2004/2005 | 55.     |
| 2005/2006 | 50.     |
| 2006/2007 | 49.     |
| 2007/2008 | 44.     |
| 2008/2009 | 90.     |
| 2009/2010 | 92.     |
| 2010/2011 |         |

#### Miejsca na podium chronologicznie
| Lp. | Dzień     | Rok  | Miejscowość | Konkurencja                | Lokata | Pudła   | Czas biegu | Strata  | Zwycięzca          |
| --- | --------- | ---- | ----------- | -------------------------- | ------ | ------- | ---------- | ------- | ------------------ |
| 1.  | 11 marca  | 1993 | Östersund   | Bieg indywidualny na 15 km | 1.     | 0+1+0+0 | 50.59,2    | –       | –                  |
| 2.  | 9 marca   | 1995 | Lahti       | Bieg indywidualny na 15 km | 1.     | 0+1+0+0 | 59:15,7    | –       | –                  |
| 3.  | 13 lutego | 1999 | Kontiolahti | Bieg pościgowy na 10 km    | 2.     | 0+1+0+0 | 33:19,5    | +1:02,0 | Ołena Zubryłowa    |
| 4.  | 25 lutego | 1999 | Lake Placid | Sprint na 7,5 km           | 3.     | 0+0     | 22:26,8    | +16,0   | Magdalena Forsberg |
| 5.  | 6 marca   | 1999 | Valcartier  | Bieg pościgowy na 10 km    | 3.     | 0+1+0+0 | 41:20,1    | +1:10,6 | Magdalena Forsberg |